# NGC 7316
NGC 7316 este o galaxie situată în constelația Pegas. A fost descoperită în 18 septembrie 1784 de către William Herschel. Se află la o distanță de 79 de megaparseci de Pământ.